# Vicomte St. Vincent

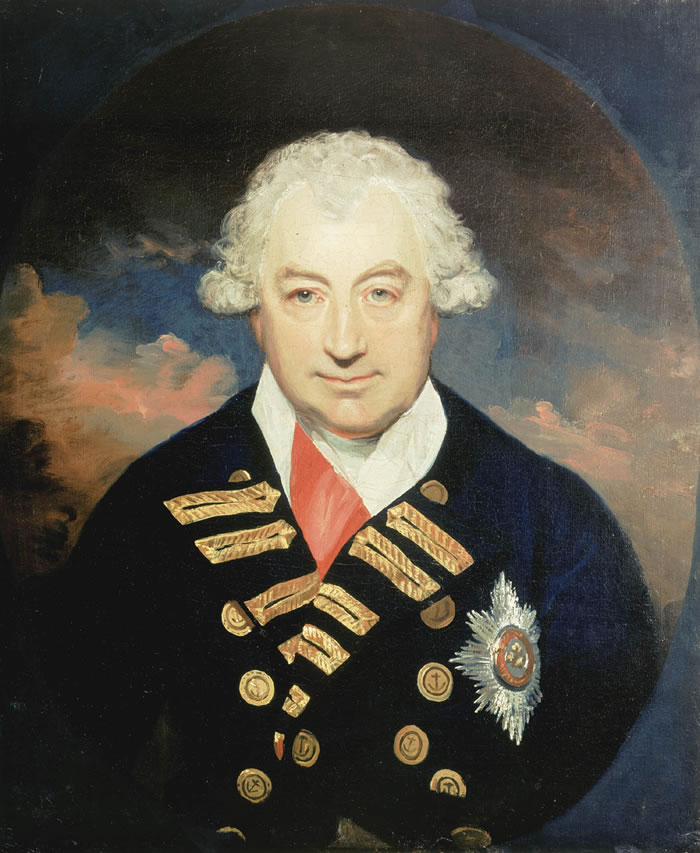
John Jervis, comte de St Vincent

Vicomte St Vincent (en français : Vicomte de Saint-Vincent, de Meaford dans le Comté de Stafford, est un titre dans la Pairie du Royaume-Uni. Il est créé en 1801 pour le commandant en chef de la Royal Navy John Jervis, 1er Comte de St Vincent, avec autorisation de la transmettre successivement à ses neveux William Henry Ricketts et Edward Jervis Ricketts, puis plus tard à sa nièce Mary, femme de William Carnegie, 7ème comte de Northesk. Il avait déjà été créé Baron Jervis, de Meaford dans le Comté de Stafford, puis Comte de St Vincent, dans la Pairie de Grande-Bretagne, en 1797. À la mort de Lord St Vincent en 1823, la baronnie et le comté s'éteignent alors que son neveu lui succède, en tant que second « Viscount ».
En 1823, une autorisation royale lui permet de prendre le nom de Jervis en remplacement de Ricketts. Son arrière-petit-fils, le quatrième vicomte, fait partie de la force envoyée en 1885 pour porter secours au général Gordon à Khartoum, et meurt des blessures qu'il reçoit à la bataille d'Abu Klea en janvier de la même année. Son jeune frère lui succède en tant que cinquième vicomte. Le titre est actuellement détenu par le petit-fils de ce dernier, le huitième vicomte, qui succède à son père décédé en septembre 2006. Le septième vicomte, qui est mort à l'âge de 101 ans et 124 jours, est le pair héréditaire avec la plus grande longévité, à ce jour.

## Comte de St Vincent (1797)
- John Jervis, 1er comte de St Vincent (1735–1823), en anglais : 1st Earl of St. Vincent

## Vicomte St Vincent (1801)
- John Jervis, 1er Vicomte St Vincent (1735–1823)
- Edward Jervis Jervis, 2e Vicomte St Vincent (en) (1767–1859)
- Carnegie Robert John Jervis, 3e Vicomte St Vincent (1825–1879)
- Edward John Leveson Jervis, 4e Vicomte St Vincent (1850–1885)
- Carnegie Parker Jervis, 5e Vicomte St Vincent (1855–1908)
- Ronald Clarges Jervis, 6e Vicomte St Vincent (1859–1940)
- Ronald George James Jervis, 7e Vicomte St Vincent (1905–2006)
- Edward Robert James Jervis, 8e Vicomte St Vincent (né en 1951), actuel détenteur du titre

L'héritier apparent est le fils du détenteur actuel du titre, l'Honorable James Richard Anthony Jervis (né en 1982).

## Sources et bibliographie
- Charles Kidd, David Williamson, Debrett's Peerage and Baronetage, New York, St. Martin's Press, 1990.

- (en) Cet article est partiellement ou en totalité issu de l’article de Wikipédia en anglais intitulé « Viscount St Vincent » (voir la liste des auteurs).